# 錫姆納斯
錫姆納斯是立陶宛的城市，位於首府阿利圖斯以西23公里，距離首都維爾紐斯128公里，由阿利圖斯縣負責管轄，海拔高度108米，面積2.06平方公里，2010年人口1,736。

## 外部連結
- Jewish Shtetl in Simnas destroyed by Nazi army in World War II